# Langley Motor Club
Langley Motor Club Limited war ein britischer Hersteller von Automobilen.

## Unternehmensgeschichte
Roy Ashton, Charles Hadfield, Paul Hadfield, Stephen Martin Hopkins, Arthur Jackson, Elizabeth Ann Llewellyn und Roger Shufflebotham gründeten am 4. März 2002 das Unternehmen. Zunächst war der Sitz in London, jedoch zogen sie bereits sieben Tage später nach Macclesfield in der Grafschaft Cheshire. Sie begannen mit der Produktion von Automobilen und Kits. Zwei Quellen geben davon abweichend 1999 als Beginn der Produktion an. Der Markenname lautete LMC. Laut einer Quelle setzte TF Race and Sports Car Preparations aus Middlewich in Cheshire die Produktion fort. 2005 endete die Produktion. Insgesamt entstanden etwa drei Exemplare. Am 7. Mai 2008 wurde das Unternehmen aufgelöst.

## Fahrzeuge
Das einzige Modell war der Roadster. Er ähnelte dem BMW 328 aus den 1930er Jahren, war aber keine direkte Nachbildung. Viele Teile kamen vom Reliant Scimitar.